# Оболенский переулок
Оболе́нский переу́лок — улица в центре Москвы в Хамовниках между улицей Льва Толстого и переулком Хользунова.

## Происхождение названия
Укоренившееся старомосковское название XVIII века по фамилии местного домовладельца князя Оболенского.

## Описание
Оболенский переулок начинается от улицы Льва Толстого, проходит на юго-запад, слева на него выходит Языковский переулок, справа — Олсуфьевский переулок, за пересечением с переулком Хользунова продолжается как Усачёва улица.

## Здания и сооружения
По нечётной стороне:
- № 9 — Жилой дом постройки 1935 года. В рамках гражданской инициативы «Последний адрес» в мае 2017 года на доме установлены мемориальные знаки с именами актрисы театра «Скатувэ» Марии Карловны Лейко и сотрудника Коминтерна, служащего Аветиса Султановича Султан-Заде[2], расстрелянных в годы сталинских репрессий. По сведениям правозащитного общества «Мемориал», в годы террора были расстреляны не менее 5-ти жильцов этого дома[3]. Число погибших в лагерях ГУЛАГа не установлено.

По чётной стороне:
- № 2 — Горэнергосбыт, центральное отд. (№ 1) «Хамовники»;
- № 10 — НИИ проблем охраны труда; информационное агентство «Федерал Ньюс Сервис».